# Criminal-Collegium Bützow

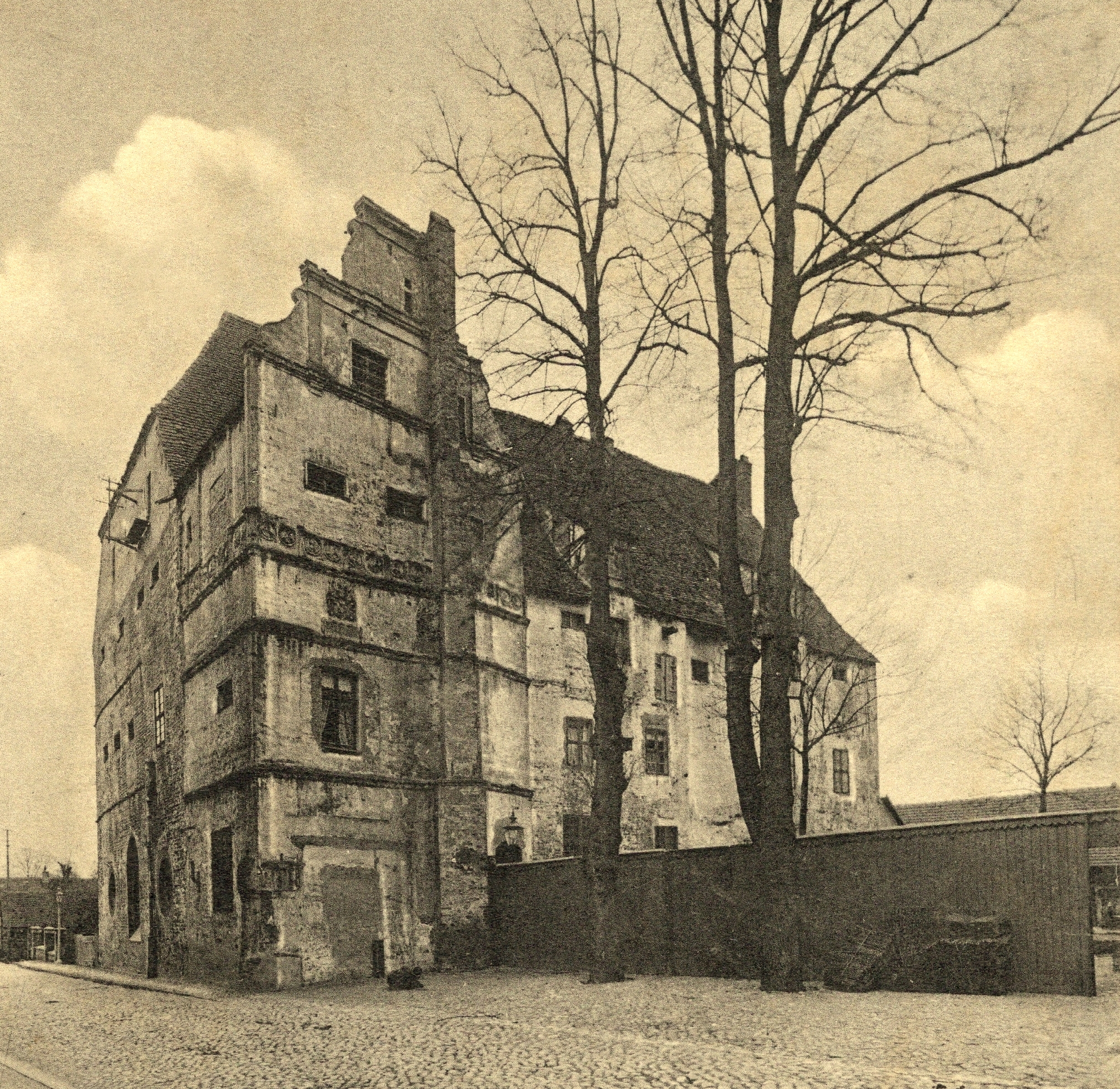
Criminal-Collegium Bützow (1870)

Das Großherzogliche Criminal-Collegium zu Bützow war ein Untersuchungsgericht und Untersuchungsgefängnis des Großherzogtums Mecklenburg-Schwerin in Bützow.

## Geschichte

### Gründung

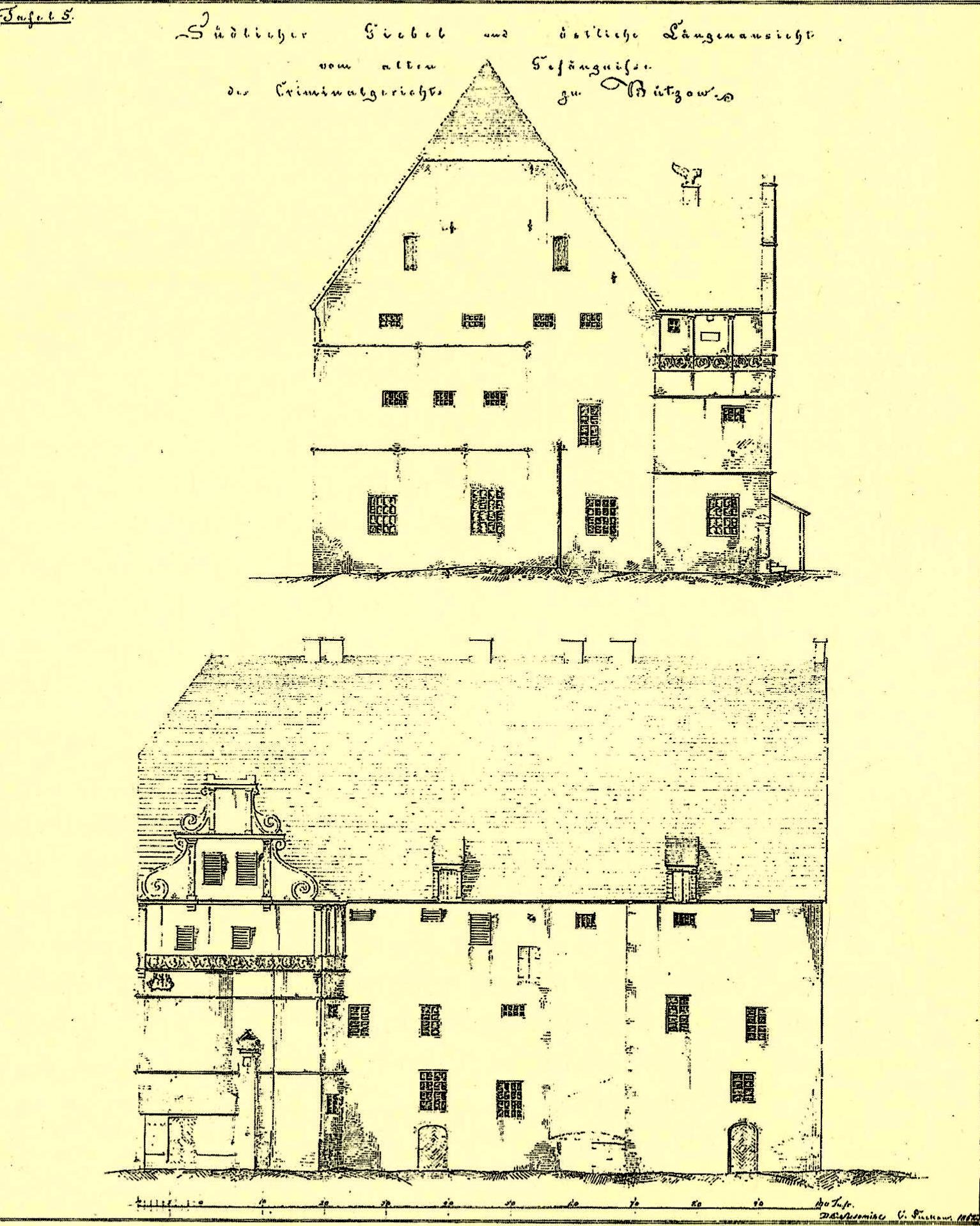
Südlicher Giebel und östliche Längenansicht des alten Bischofsschlosses, gezeichnet 1852 von D. C. Susemihl

Die Errichtung eines Criminal-Collegiums in Mecklenburg geht bis auf die zweite Hälfte des 18. Jahrhunderts zurück. Die politische und ökonomische Situation im Mecklenburg der damaligen Zeit war gekennzeichnet durch Kriege, innere Unruhen, militärische Durchmärsche, Auseinandersetzungen zwischen den Ständen und dem Landesfürsten sowie durch verstärkte Ausbeutung der ländlichen wie städtischen mittleren und unteren Schichten, dieses führte zu wachsenden Aufruhren, Sittenverfall und Verbrechertum. Ohne volle Zustimmung der Stände ließ der Herzog Friedrich Franz ein Criminal-Collegium bilden, dem man u. a. die Kompetenz für Mord, Raub, Mordbrand, bewaffneten Einbruch, Bandendiebstahl und Pferdediebstahl zubilligte. Von der mecklenburgischen Regierung wurde der Bützower Geheimrat Claus Dethloff von Oertzen am 11. Juli 1812 mit der Ausarbeitung eines Planes und eines Kostenvoranschlages über die Einrichtung des Bützower Schlosses als Gebäude für das Criminal-Collegium beauftragt. Am 12. Oktober 1812 wurde das Collegium durch von Oertzen ins Leben gerufen.
Erste Aufgabe des Collegiums war die Untersuchung der Bandenkriminalität infolge der Kriegswirren durch die Befreiungskriege und die Franzosenzeit. Das Collegium bestand anfangs aus drei Kriminalräten, drei Beisitzern, einem Aktuar und einem Registrator. Auf Drängen der Stände erfolgte eine Erweiterung seiner Kompetenz am 3. November 1813. Die Untersuchungen wurden bis zur Spruchreife geführt, das Urteil vom Hof- und Landgericht eingeholt und den Angeklagten vom Criminal-Collegium verkündet.

### Untersuchungsgefängnis

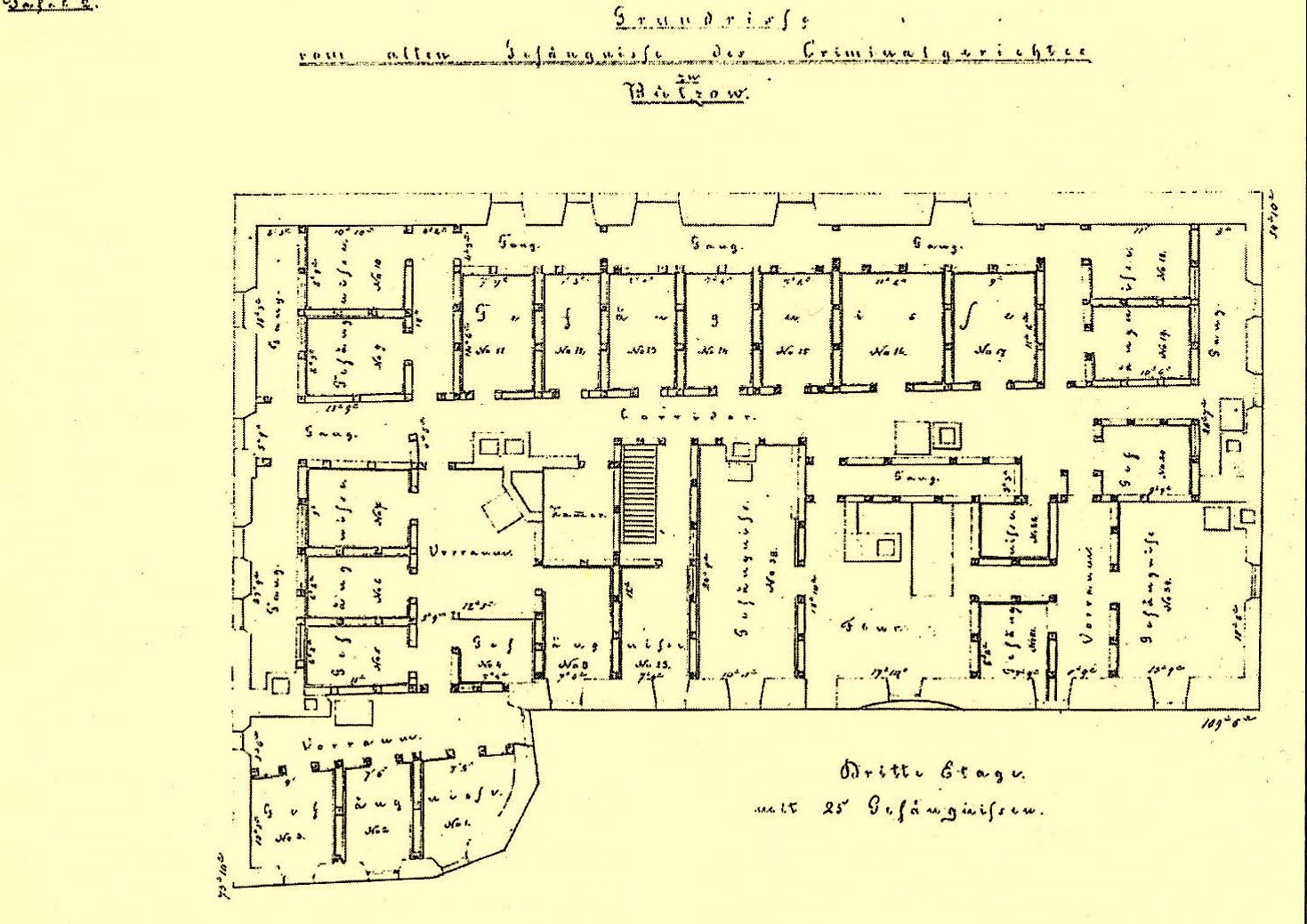
Grundriss des Untersuchungsgefängnisses in der dritten Etage

Bei der Umgestaltung des alten Bischofsschlosses von August 1812 bis Juni 1814 zum Untersuchungsgefängnis baute man 20 enge, halbdunkle Zellen. Später vergrößerte man sie und belegte sie mit mehr Gefangenen. In zwei saalartigen Zimmern wurden Frauen untergebracht, darunter Beschuldigte der Brandstiftung, des Kindermordes, des Diebstahls, Zuhälterinnen, Kupplerinnen oder Giftmischerinnen.
Eine Verteidigungsschrift war innerhalb von 4–8 Wochen fertigzustellen. Oft jedoch vergingen Jahre von der Einleitung der Untersuchung bis hin zur Strafvollstreckung. So saß der Gefangene in seinem Gefängnis. Nur ganz selten gestattete man einem Gefangenen, sich an der frischen Luft unter Aufsicht zu bewegen. Beschäftigt wurden die Gefangenen auch nicht, nur den Frauen gestattete man, Flachs und Wolle zu spinnen. In der Mitte der 1830er Jahre wurde neben dem Schloss ein Gefangenenhaus gebaut und am 12. Mai 1835 übergeben. Man legte neben dem Gebäude einen Freistundenhof für den Hofgang der Gefangenen an. Im Jahre 1847 wurde an diesem Gebäude noch ein Flügel zu einer U-Form angebaut.
Dieser Gebäudekomplex wurde durch die Auflösung des Criminal-Collegium 1879 zu dem Centralgefängnis zu Bützow.

### Criminal-Gerichts-Ordnung

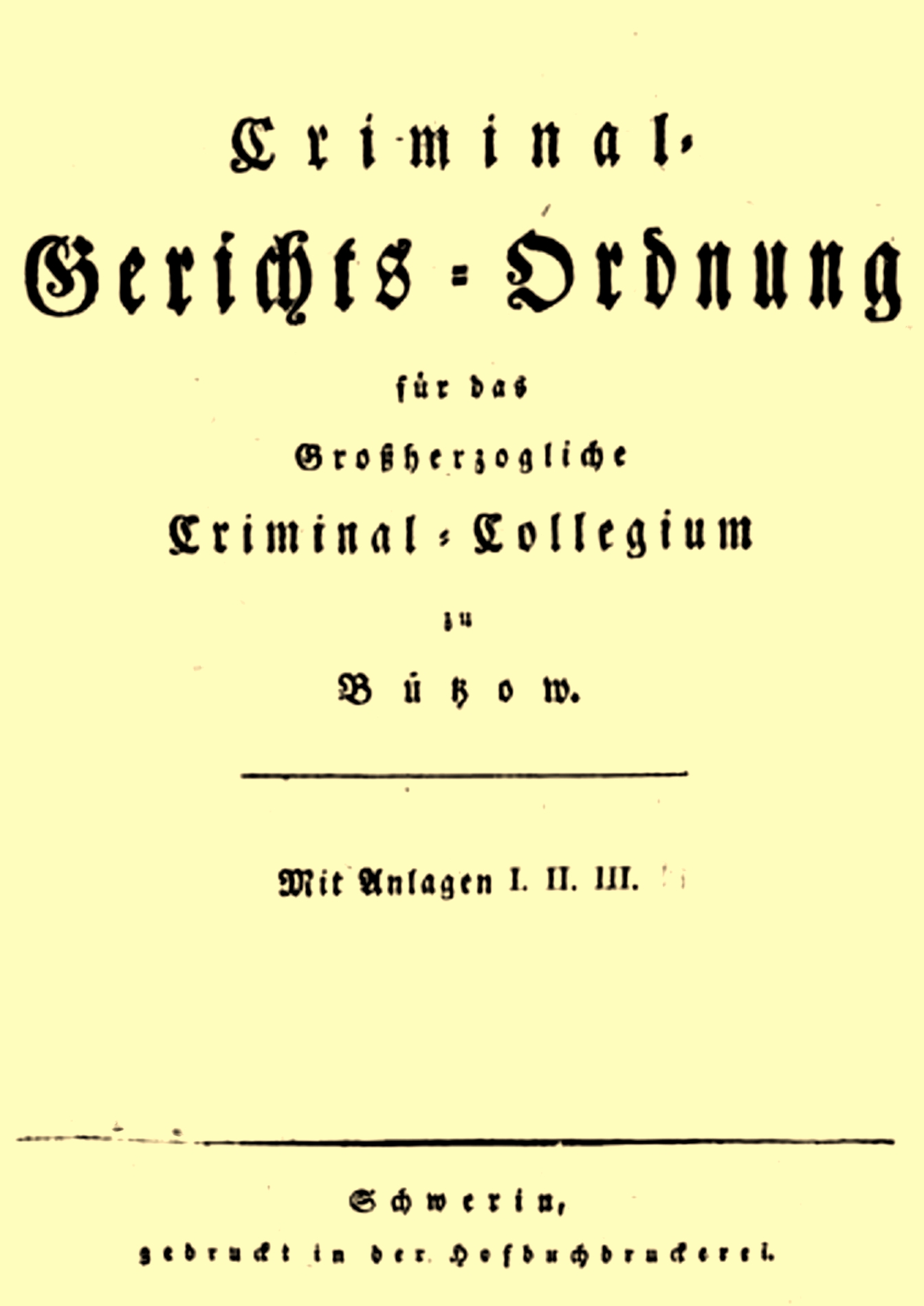
Criminal-Gerichts-Ordnung 1817

Am 30. September 1815 lag der Entwurf einer Criminal-Gerichts-Ordnung vor. Der Entwurf der Geschäfts- und Gerichtsordnung wurde dem Criminal-Collegium am 27. September 1816 zur Stellungnahme zugeleitet und am 31. Januar 1817 rechtskräftig veröffentlicht.
Eine weitere Gerichtsordnung folgte am 12. Januar 1838. Nunmehr war das Collegium eine ständige, feste Behörde und für fast alle Verbrechen zuständig, aber die Stände hatten verhindert, dass der Großherzog allein die Beamten ernannte, dass das Collegium eine Spruchbehörde wurde und den Status eines Obergerichtes hatte. Zum Obergericht für das Collegium wurde das Hof- und Landgericht, zur Spruchbehörde die Justizkanzleien in Rostock und in Schwerin sowie die Juristen- fakultät der Universität in Rostock ernannt. Ab 1818 unterstand das Criminal-Collegium dem Oberappellationsgericht in Parchim (später wechselte der Standort des Gerichtes nach Rostock). Nach einer Urteilssprechung wurden die Gefangenen bis zum Zuchthaus nach Domitz gebracht. Ab 1835 durch den Neubau der Großherzoglich Mecklenburg-Schwerinschen Landesstrafanstalt zu Bützow-Dreibergen verblieben die Verurteilten dann in Bützow.

### Auflösung
Nach jahrelangem behördlichen Streit über die Befugnisse des Collegiums schränkte man mit der Kompetenzordnung vom 12. Januar 1838 dessen Untersuchungsbefugnis ein, wozu maßgeblich der hohe Kostenaufwand beigetragen hatte. So hatten sich die Unterhaltungskosten von 17.989 Talern im Jahre 1827 auf 40.000 Taler im Jahr 1838 erhöht.
Bereits Ende des Jahres 1841 gab es Gespräche um die Auflösung des Criminal-Collegium in Bützow. Im Jahre 1871 trat in Mecklenburg das Reichsstrafgesetzbuch in Kraft.
Am 30. September 1879, im Zuge der Neuordnung der Justiz im Großherzogtum aufgrund der Reichsjustizgesetze, erfolgte die Auflösung des Criminal-Collegiums zu Bützow. In Bützow entstand das Amtsgericht Bützow, dass dem Landgericht Güstrow und dem Oberlandesgericht Rostock nachgeordnet war.